# Kurts Plade
Kurts Plade (Riga, 16 agosto 1898 – Poznań, febbraio 1945) è stato un calciatore lettone, di ruolo centrocampista, di origine tedesca.

## Biografia
Era fratello di Teodors, Alfrēds e Voldemārs, tutti calciatori della nazionale lettone.

## Carriera

### Club
Nel periodo in cui ha giocato in nazionale militava nel Ķeizarmežs, con cui ha vinto i primi due campionati lettoni.

### Nazionale
Ha disputato il suo unico incontro in nazionale il 24 luglio 1923 contro l'Estonia.
Ha preso parte ai Giochi Olimpici di Parigi 1924, senza mai scendere in campo.

## Statistiche

### Cronologia presenze e reti in nazionale
| Cronologia completa delle presenze e delle reti in nazionale ― Lettonia | Cronologia completa delle presenze e delle reti in nazionale ― Lettonia | Cronologia completa delle presenze e delle reti in nazionale ― Lettonia | Cronologia completa delle presenze e delle reti in nazionale ― Lettonia | Cronologia completa delle presenze e delle reti in nazionale ― Lettonia | Cronologia completa delle presenze e delle reti in nazionale ― Lettonia | Cronologia completa delle presenze e delle reti in nazionale ― Lettonia | Cronologia completa delle presenze e delle reti in nazionale ― Lettonia |
| Data                                                                    | Città                                                                   | In casa                                                                 | Risultato                                                               | Ospiti                                                                  | Competizione                                                            | Reti                                                                    | Note                                                                    |
| ----------------------------------------------------------------------- | ----------------------------------------------------------------------- | ----------------------------------------------------------------------- | ----------------------------------------------------------------------- | ----------------------------------------------------------------------- | ----------------------------------------------------------------------- | ----------------------------------------------------------------------- | ----------------------------------------------------------------------- |
| 24-7-1923                                                               | Amadora                                                                 | Estonia                                                                 | 1 – 1                                                                   | Lettonia                                                                | Amichevole                                                              | -                                                                       |                                                                         |
| Totale                                                                  |                                                                         | Presenze                                                                | 1                                                                       |                                                                         | Reti                                                                    | 0                                                                       |                                                                         |

## Palmarès

### Club
- Campionato lettone: 2

Ķeizarmežs: 1922, 1923